# Kakuru
Kakuru ("Duhový had" v místním nářečí) byl rod malého teropodního dinosaura, který žil na území současné Jižní Austrálie v období rané křídy. V nářečí domorodých Aboridžinců jeho rodové jméno znamená "duhový had". Formálně byl typový druh K. kujani popsán roku 1980.

## Popis a fosilní materiál
Délka tohoto rodu se odhaduje asi na 1,5 metru, jednalo se tedy o malého dravého dinosaura. Hmotnost se pak pohybovala nejspíš v řádu několika kilogramů.
Fosilní materiál tohoto malého dravce pochází ze souvrství Maree o stáří 125 až 112 milionů let (geologický stupeň apt) a zahrnuje téměř kompletní pravou holenní kost a prstní článek ze zadní končetiny, jehož zařazení k tomuto rodu nicméně není jisté. Tzv. plastoholotyp nese katalogové označení SAM P17926.

## Objev

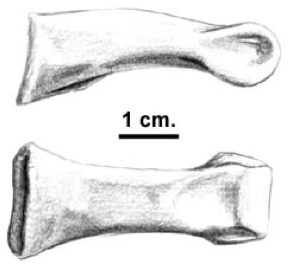
Pravděpodobný prstní článek rodu Kakuru.

Fosilní kost objevil v roce 1973 paleontolog Neville Pledge ve výloze jednoho obchodu s opály v Andamooce. Kost prošla mineralizací a byla vytěžena v jednom z opálových dolů, odkud se pak dostala do výlohy klenotnictví. Kost zůstala 31 let v soukromém držení a v roce 2004 tuto fosilii zakoupilo za 22 000 $ instituce South Australian Museum. V prosinci roku 2018 bylo oznámeno znovuobjevení prstního článku tohoto dinosaura, a to po 45 letech. Fosilie byla zakoupena přes internet a poté darována zmíněnému muzeu.